# Natalie Dessay
Natalie Dessay (de fapt: Nathalie Dessaix n. 19 aprilie 1965, Lyon) este o soprană franceză.

## Discografie

### DVD
- Des Contes d'Hoffman (Offenbach), Daniel Galvez-Vallejo, José van Dam, Barbara Hendricks, dir. Kent Nagano, Opéra de Lyon, 1993, Image Entertainment
- Arabella (Strauss), Kiri Te Kanawa, Helga Dernesch, Wolfgang Brendel, Donald McIntyre, dir. Christian Thielemann, Metropolitan Opera, New York, 1994, Deutsche Grammophon
- Orphée aux Enfers (Offenbach), Laurent Naouri, Yann Beuron, Jean-Paul Fouchécourt, dir. Mark Minkowski, Opéra de Lyon, 1997, TDK
- Hamlet (Thomas), Simon Keenlyside, Béatrice Uria-Monzon, Gran Teatre del Liceu, Barcelona, 2003, Emi
- Le Rossignol (Stravinsky), Laurent Naouri, Albert Schagidullin, Vsevolod Grivnov, Violeta Urmana, dir. James Conlon, realizat de Christian Chaudet, 2005, Virgin
- Le Miracle d'une voix - Ses grands rôles sur scène (2006, DVD de Platine), Virgin
- La Fille du Régiment (Donizetti), Juan Diego Flórez, Alessandro Corbelli, Felicity Palmer, Donald Maxwell, dir. Bruno Campanella, Royal Opera House, Londra, ianuarie 2007, Virgin
- Manon (Massenet), Rolando Villazón, Manuel Lanza, Samuel Ramey, dir. Victor Pablo Pérez, Gran Teatre del Liceu, Barcelona, 2007, Virgin
- Pelléas et Mélisande (Debussy), Stéphane Degout, Laurent Naouri, Philip Ens, Marie-Nicole Lemieux, dir. Bertrand de Billy, Theater Ann der Wien, Viena, ianuarie 2009, Virgin
- La Sonnambula (Bellini), Juan Diego Flórez, Michele Pertusi, Jennifer Black, Jane Bunnell, Jeremy Gaylon, dir. Evelino Pidò, Metropolitan Opera, New York, martie 2009, Decca
- Ariadne auf Naxos (Strauss), Deborah Voigt, Richard Margison, Susanne Mentzer, Wolfgang Brendel, Nathan Gunn, dir. James Levine, Metropolitan Opera, New York, aprilie 2003, Virgin

### CD
- Haendel: Cleopatra (Giulio Cesare Arias) cu Le Concert d'Astrée,  Emmanuelle Haïm
- Docteur Tom ou la liberté en cavale : Bande originale du conte musical - Compositeur Franck Langolff avec Vanessa Paradis, Thomas Dutronc, etc…
- Mahler: Symphony No.2 "Resurrection" cu Alice Coote, Frankfurt Radio Symphony Orchester dir. Paavo Järvi
- Lamenti cu Rolando Villazón, Joyce DiDonato, Patrizia Ciofi, Philippe Jaroussky, Laurent Naouri, Marie-Nicole Lemieux, Véronique Gens, Chrisopher Purves, Topi Lehtipuu, Simon Wall și Le Concert d'Astrée, dirijor Emmanuelle Haïm
- Mozart : Airs de concert orchestre de l'Opéra de Lyon, dir. Theodor Guschlbauer (primul ei recital, inspirat de cel înregistrat de Edita Gruberova);
- Mad Scenes (Scènes de folie), compilation, extraits de Lucia di Lammermoor, Lucie de Lammermoor, I Puritani, Hamlet, Candide
- Bach : Cantatas cu Le Concert d'Astrée dir. Emmanuelle Haïm ;
- Airs d'opéras italiens (Bellini, Donizetti, Verdi) cu Franck Ferrari, Matthew Rose, Karine Deshayes, Wolfgang Klose, Roberto Alagna, Europäischer Kammerchor - Sascha Reckert, glass harmonica Concerto Köln;
- Bellini : La Sonnambula cu Carlo Colombara, Francesco Meli, Sara Mingardo, Jaël Azzaretti, Paul Gay, Gordon Gietz orchestre & chœurs de l'opéra de Lyon dir. Evelino Pidò;
- Bach : Magnificat cu Philippe Jaroussky, Karine Deshayes, Laurent Naouri, Toby Spence, Le Concert d'Astrée Emmanuelle Haïm ;
- Haendel : Dixit Dominus cu Le Concert d'Astrée dir. Emmanuelle Haïm ;
- Haendel : Il trionfo del Tempo e del Disinganno cu Ann Hallenberg, Sonia Prina, Pavol Breslik, Le Concert d'Astrée dir. Emmanuelle Haïm ;
- Le Miracle d'une voix - Ses grands rôles sur scène (toamnă 2006, de două ori disc de aur, publicat și ca DVD)
- Arii din opere franceze Thomas, Massenet, Rossini, Donizetti, Offenbach, Gounod, Boieldieu Orchestre national du Capitole de Toulouse dir. Michel Plasson ;
- Donizetti : Lucie de Lammermoor cu Roberto Alagna, Ludovic Tézier, Marc Laho, Nicolas Cavallier, Yves Saelens orchestre et chœur de l’opéra national de Lyon direction, Evelino Pidò ;
- Haendel : Duos arcadiens  Le Concert d'Astrée dir. Emmanuelle Haïm ;
- Haendel : Delirio Cantates italiennes Le Concert d'Astrée dir. Emmanuelle Haïm ;
- Mozart : Héroïnes - Airs d'opéras Orchestra of the Age of Enlightenment dir. Louis Langrée ;
- Joyeux Noël : coloană sonoră de film cu Rolando Villazón, London Symphony Orchestra, la chorale Scala, orchestra simfonică Bel Arte dir. Philippe Rombi ;
- Monteverdi : L'Orfeo, Le Concert d'Astrée, European Voices, Les Sacqueboutiers dir. Emmanuelle Haïm ;
- Mozart : Messe en ut mineur cu Véronique Gens, Topi Lehtipuu, Luca Pisaroni Le Concert d'Astrée Le Chœur d’Astrée dir. Louis Langrée ;
- Richard Strauss : Amor  Brentano-Lieder, scene și arii din’Arabella, Ariadne auf Naxos, Der Rosenkavalier cu Felicity Lott, Angelika Kirchschlager, Sophie Koch, Thomas Allen, Orchestra of the Royal Opera House, Covent Garden dir. Antonio Pappano;
- Delibes : Lakmé cu Gregory Kunde, José van Dam, Delphine Haidan, Franck Leguerinel, Patricia Petibon, Xenia Konsek, Bernadette Antoine, Charles Burles chœur et orchestre du Capitole de Toulouse dir. Michel Plasson ;
- Offenbach : Orphée aux Enfers cu Laurent Naouri, Jean-Paul Fouchécourt, Yann Beuron, Ewa Podles, Patricia Petibon, Jennifer Smith, Véronique Gens, Steven Cole orchestre de chambre de Grenoble, choeur & orchestre de l’opéra de Lyon dir. Marc Minkowski (publicat de asemenea ca DVD);
- Orff : Carmina Burana cu Thomas Hampson, Gérard Lesne orchestre du capitole de Toulouse, Orféon Donostiarra dir. Michel Plasson;
- Airs d'opéras français orchestre de l'opéra de Monte-Carlo dir. Patrick Fournillier ;
- Vocalises Rachmaninov, Alabiev, Saint-Saëns, Delibes, Ravel, Granados, Proch, Dell'acqua, Glière, J. Strauss II Berliner Symphonie-Orchester dir. Michael Schønwandt.